# Miopristis
Miopristis là một chi bọ cánh cứng trong họ Chrysomelidae.
Chi này được miêu tả khoa học năm 1848 bởi Lacordaire.

## Các loài
Các loài trong chi này gồm:
- Miopristis aericollis Medvedev & Erber, 2003
- Miopristis bisculpturata Medvedev, 1993
- Miopristis caplandica (Medvedev, 1993)
- Miopristis dimorphus Medvedev, 1993
- Miopristis ditata (Lacordaire, 1848)
- Miopristis foersbergi (Lacordaire, 1848)
- Miopristis labiata (Lacordaire, 1848)
- Miopristis maraisi Medvedev, 1993
- Miopristis minor (Burgeon, 1942)
- Miopristis minuta (Medvedev, 1993)
- Miopristis namaquensis Medvedev, 1993
- Miopristis ornata Medvedev, 1993
- Miopristis pachybrachyoides (Medvedev, 1993)
- Miopristis waltoni (Medvedev, 1993)